# Anisogomphus nitidus
Anisogomphus nitidus – gatunek ważki z rodziny gadziogłówkowatych (Gomphidae).